# Wiedensahl
Wiedensahl est une commune d'Allemagne, située dans le Land de Basse-Saxe.
Le dessinateur et poète Wilhelm Busch est né à Wiedensahl ; un musée à son nom a été installé dans sa maison natale.